# 索爾茲伯里 (密蘇里州)
索爾茲伯里（英語：Salisbury）是位於美國密蘇里州沙里頓縣的城市。

## 人口
根據2020年美國人口普查的數據，索爾茲伯里的面積為3.47平方千米，皆為陸地。當地共有人口1563人，而人口密度為每平方千米450人。